# Aspidhampsonia
Aspidhampsonia is een geslacht van vlinders van de familie Uilen (Noctuidae), uit de onderfamilie Hadeninae.

## Soorten
- A. binagwahoi Laporte, 1978
- A. glaucescens Hampson, 1905
- A. ungemachi Laporte, 1978
- A. villiersi Laporte, 1972